# Lukas Jäger
Lukas Jäger (Alberschwende, 12 febbraio 1994) è un calciatore austriaco, difensore o centrocampista dell'Altach.

## Carriera

### Club
Dopo aver esordito tra i professionisti con l'Altach, il 23 maggio 2017 passa, a parametro zero, al Norimberga, con cui firma un contratto triennale.

### Nazionale
Ha giocato nelle nazionali giovanili austriache Under-16, Under-17, Under-18, Under-19 ed Under-21.

## Statistiche

### Presenze e reti nei club
Statistiche aggiornate al 4 gennaio 2018.
| Stagione        | Squadra         | Campionato      | Campionato | Campionato | Coppe nazionali | Coppe nazionali | Coppe nazionali | Coppe continentali | Coppe continentali | Coppe continentali | Altre coppe | Altre coppe | Altre coppe | Totale | Totale | Totale |
| Stagione        | Squadra         | Comp            | Pres       | Reti       | Comp            | Pres            | Reti            | Comp               | Pres               | Reti               | Comp        | Pres        | Reti        | Pres   | Reti   |        |
| --------------- | --------------- | --------------- | ---------- | ---------- | --------------- | --------------- | --------------- | ------------------ | ------------------ | ------------------ | ----------- | ----------- | ----------- | ------ | ------ | ------ |
| 2012-2013       | Altach          | EL              | 18         | 1          | CA              | 1               | 0               | -                  | -                  | -                  | -           | -           | -           | 19     | 1      |        |
| 2013-2014       | Altach          | EL              | 17         | 1          | CA              | 1               | 0               | -                  | -                  | -                  | -           | -           | -           | 18     | 1      |        |
| 2014-2015       | Altach          | BL              | 15         | 0          | CA              | 3               | 0               | -                  | -                  | -                  | -           | -           | -           | 18     | 0      |        |
| 2015-2016       | Altach          | BL              | 28         | 1          | CA              | 2               | 0               | UEL                | 2                  | 0                  | -           | -           | -           | 32     | 2      |        |
| 2016-2017       | Altach          | BL              | 34         | 0          | CA              | 2               | 0               | -                  | -                  | -                  | -           | -           | -           | 36     | 0      |        |
| Totale Altach   | Totale Altach   | Totale Altach   | 112        | 3          |                 | 9               | 0               |                    | 2                  | 0                  |             | -           | -           | 123    | 3      |        |
| 2017-2018       | Norimberga      | ZL              | 0          | 0          | CG              | 1               | 0               | -                  | -                  | -                  | -           | -           | -           | 1      | 0      |        |
| Totale carriera | Totale carriera | Totale carriera | 112        | 3          |                 | 10              | 0               |                    | 12                 | 0                  |             | -           | -           | 124    | 3      |        |

## Palmarès

### Club

#### Competizioni nazionali
- Erste Liga: 1

Altach: 2013-2014